# Нагорновский сельсовет
Нагорновский сельсовет — упразднённая административная единица на территории Клецкого района Минской области Белоруссии.

## Географическое положение
Нагорновский сельсовет располагался в восточной части Клецкого района.

## История
Нагорновский сельсовет был основан в 1939 году после воссоединения Западной Беларуси с Белорусской ССР.
В 1949 году к Нагорновскому сельсовету был присоединён Тетеревецкий сельский Совет.
В 2008 году деревня Лазовичи преобразована в агрогородок, административный центр Нагорновского сельсовета перенесён из деревни Загорное в агрогородок Лазовичи.
28 июня 2013 года Нагорновский сельсовет упразднён. Населённые пункты Рубеж, Доморацкие, Нагорное, Загорное, Заполье включены в состав Краснозвёздовского сельсовета; населённые пункты Ёдчицы, Тетеревец, Лазовичи, Кунцевщина, Мокраны — в состав Морочского сельсовета.

## Состав
Нагорновский сельсовет включал 10 населённых пунктов:
- Доморацкие — деревня.
- Загорное — деревня.
- Заполье — деревня.
- Ёдчицы — деревня.
- Кунцевщина — деревня.
- Мокраны — деревня.
- Нагорное — агрогородок.
- Рубеж — деревня.
- Тетеревец — деревня.

## Производственная сфера
- СПК «Лазовичи», ранее колхоз «Красное Знамя», образованный в 1950 году. Производственное направление — мясо-молочное.
- Отделение «Загорное» РУСП «Племзавод Красная Звезда». Основано в 1939 года как колхоз «17 Сентября», в котором состояло 28 семей. После Великой Отечественной войны в октябре 1948 года были организованы два колхоза: колхоз имени Ленина и колхоз «17 Сентября». В 1951 они были объединены в колхоз имени Ленина. В 1963 году колхоз переименован в имени Ульянова, который с 2003 года называется СПК «Загорное». В 2006 году СПК «Загорное» присоединено к РУСП «Племзавод Красная Звезда».

## Социально-культурная сфера
- Учреждения образования: УО «Нагорновская государственная общеобразовательная школа», ГУО «Лазовичский учебно-педагогический комплекс детский сад-средняя школа», УО «Нагорновский детский сад»
- Здравоохранение: Лазовичская врачебная амбулатория и два фельдшерско-акушерские пункты (Нагорновский и Загорновский). Лазовичская амбулатория открыта была в 1987 году на базе Лазовичского ФАПа. В 2007 году открыт дневной стационар на 4 койко-места.
- Учреждения культуры: Лазовичский СДК, Загорновский СДК, Лазовичская сельская библиотека, Загорновская сельская библиотека, Рубежская сельская библиотека-клуб, Нагорновская сельская библиотека-клуб, Кунцевская сельская библиотека-клуб.

## Достопримечательности
- Костёл «Воздвижение Креста Господнего» в деревне Нагорное — памятник архитектуры XX века
- Церковь «Покрова Пресвятой Богородицы» в деревне Ёдчицы — построена в 1801 году
- Усадебно-парковый ансамбль «Тесновка» — вторая половина XIX века
- Усадьба Войниловичей в деревне Кунцевщина — вторая половина XIX — начало XX века